# Vito Rallo
Vito Rallo (Mazara del Vallo, 30 de maio de 1953) é um diplomata e prelado italiano da Igreja Católica pertencente ao serviço diplomático da Santa Sé.

## Biografia
Foi ordenado padre em 1 de abril de 1979, por Costantino Trapani, O.F.M., bispo de Mazara del Vallo, sendo incardinado nesta diocese. Realiza sua formação espiritual no seminário episcopal de Mazara del Vallo e no Pontifício Seminário Romano. Também em Roma completou seus estudos filosóficos na Pontifícia Universidade Lateranense e estudos teológicos na Pontifícia Universidade Gregoriana. Obteve uma licença em teologia moral na Academia Alfonsiana (1980). Ele se formou in utroque iure. Em 1986, é admitido na Pontifícia Academia Eclesiástica.
Entrou para o serviço diplomático da Santa Sé em 20 de fevereiro de 1988, trabalhou posteriormente nas Representações Pontifícias na Coreia, Senegal, México, Canadá, Líbano, Espanha e como Enviado Especial e Observador Permanente da Santa Sé junto ao Conselho da Europa em Estrasburgo.
Além do italiano nativo, também é fluente em inglês, espanhol e francês.
Em 12 de junho de 2007, o Papa Bento XVI o nomeou como núncio apostólico no Burquina Fasso e Níger, recebendo a ordenação episcopal como arcebispo titular de Alba em 28 de outubro do mesmo ano, na Catedral Basílica do Santíssimo Salvador de Mazara del Vallo, do Cardeal Secretário de Estado, Tarcisio Bertone, S.D.B., coadjuvado por Domenico Mogavero, bispo de Mazara del Vallo e por Séraphin François Rouamba, arcebispo de Kupela.
Durante a sua missão no Burquina Fasso e no Níger, realizou diversas obras de caridade, como a construção e posterior entrega, em 2011, de casas para leprosos desalojados pelas cheias, a construção de poços de água, de escolas, centros médicos e um centro pediátrico na capital Ouagadougou, arrecadando e doando somas superiores a 1.300.000 euros. Em 2014, foi concluída a construção da nova sede da nunciatura, projetada por ele. Concluiu sua missão em 15 de janeiro de 2015.
Em 12 de dezembro de 2015, o Papa Francisco o transferiu para a nunciatura apostólica no Marrocos.
Em uma entrevista ao Giornale di Sicilia em 20 de setembro de 2016 afirmou que o diálogo com o Islamismo é possível e quee o Marrocos é um exemplo de convivência pacífica entre as várias religiões graças à iniciativas do rei Maomé VI de Marrocos.
Em 30 de junho de 2023 o Papa Francisco aceita a sua renúncia, apresentada em razão do limite de idade, do cargo de núncio apostólico em Marrocos.